# جانيت آرنوت
جانيت آرنوت هي لاعبة كرلنغ كندية، ولدت في 17 أبريل 1956 في وينيبيغ في كندا.

## وصلات خارجية
- جانيت آرنوت على موقع الاتحاد الدولي للكرلنغ (الإنجليزية)
- جانيت آرنوت على موقع أوليمبيديا (الإنجليزية)